# 吐鲁番高原鳅
吐鲁番高原鳅（学名：Triplophysa turpanensis）为輻鰭魚綱鯉形目條鳅科高原鳅属的鱼类。其种加词“turpanensis”意为“新疆吐鲁番的”。分布於中國新疆維吾爾族自治區吐魯番地區淡水流域，多生活于静水和缓流水体，體長可達7.7公分。